# Onithochiton quercinus
Onithochiton quercinus är en blötdjursart som först beskrevs av Gould 1846.  Onithochiton quercinus ingår i släktet Onithochiton och familjen Chitonidae. Inga underarter finns listade i Catalogue of Life.